# Jöölboom

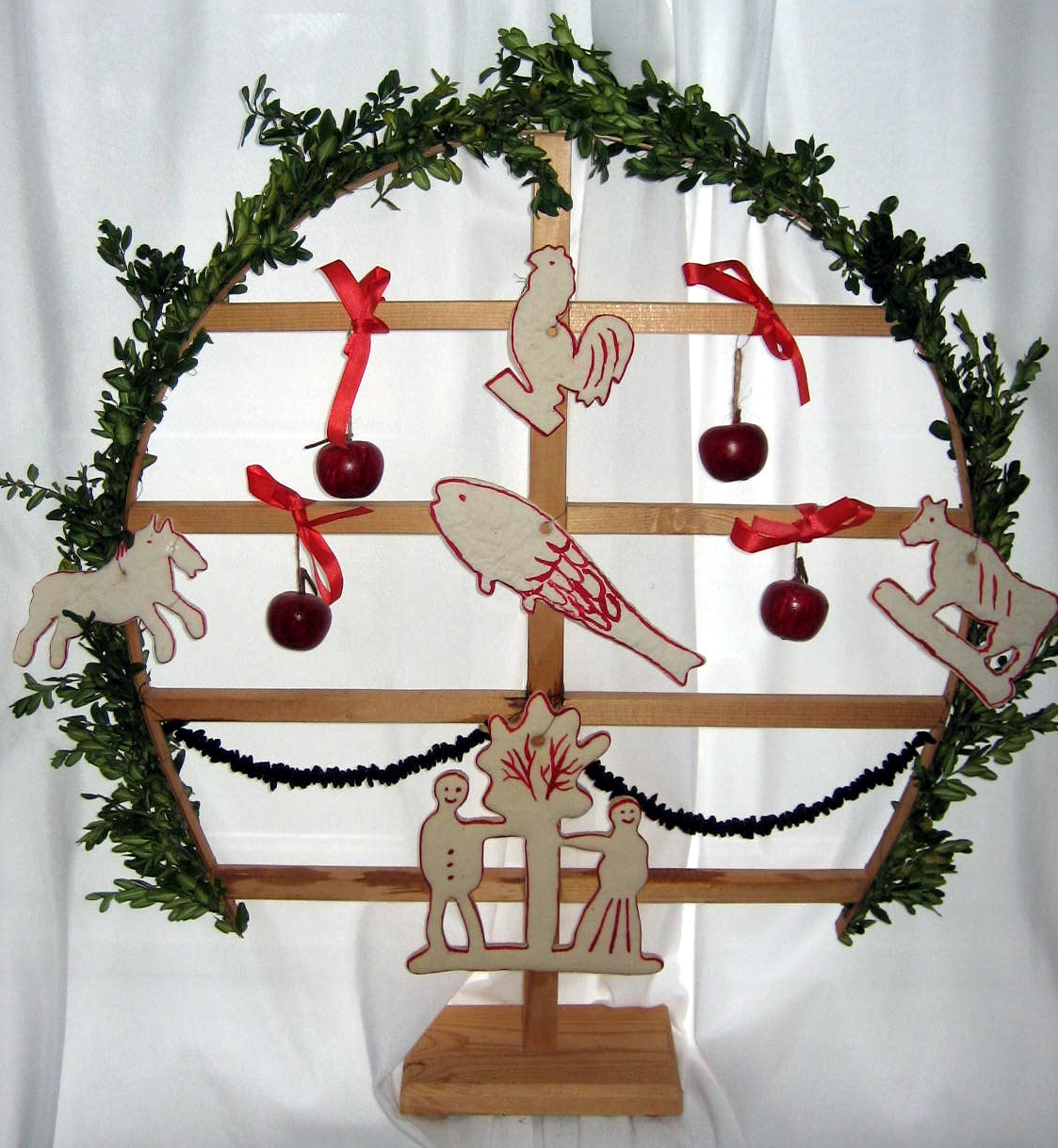
Jöölboom från Sylt.

Jöölboom eller Kenkenbuum är den nordfrisiska motsvarigheten till vår julgran. Den består av ett 50–70 centimeter högt trästativ som smyckas med en krans av buxbom, murgröna eller andra vintergröna grenar och figurer av trolldeg samt äpplen och russin på tråd.
Figurerna, som på nordfrisiska kallas kenkentjüch avbildar vanligen djur och föremål ur bondesamhället såsom tupp, får, häst, gris och ko samt en fisk, en väderkvarn och ett segelfartyg. Det antas att de  symboliserar hedniska offergåvor.
Seden uppstod i mitten av 1800-talet på de nordfrisiska öarna som då saknade träd och därför inte kunde skaffa en julgran. Senare sattes också fyra ljus på ställningen som i en adventsljusstake eller adventskrans. Jöölboom är en symbol för ön Sylt och placeras, förutom i ett fönster eller på ett bord i hemmet, även i stort format i trädgårdar och längs vägarna kring jul.